# Mark Kadima
Mark Kadima Wamukoya (ur. 30 kwietnia 1964 w Kakamega) – kenijski duchowny katolicki, biskup Bungomy od 2022.

## Życiorys
Święcenia kapłańskie otrzymał 2 października 1993 i został inkardynowany do diecezji Kakamega.  W 1999 rozpoczął przygotowanie do służby dyplomatycznej na Papieskiej Akademii Kościelnej. W 2001 rozpoczął pracę w nuncjaturze apostolskiej w Kolumbii. Następnie był sekretarzem nuncjatur w Angoli (2002-2005), Ghanie (2005-2009), w Bangladeszu (2009-2012) i Grecji (2012-2015). W 2015 został radcą nuncjatury w Brazylii. Od 2018 był radcą nuncjatury w Sudanie Południowym.
14 grudnia 2021 papież Franciszek mianował go ordynariuszem diecezji Bungoma. Sakry udzielił mu 19 lutego 2022 nuncjusz apostolski w Kenii – arcybiskup Hubertus van Megen.